# Castello di Burg
Il castello di Burg si trova nella Renania Settentrionale-Vestfalia, in Germania, sulla collina di Burg, circa 100 metri al di sopra dell'ansa del fiume Wupper (affluente del Reno) nella città di Solingen, ricostruito dalla fine del XIX secolo. Il complesso era il castello ancestrale dei conti e successivamente dei duchi di Berg sin dal XII secolo.
È anche uno dei più grandi castelli della Germania occidentale e il più grande complesso di castelli ricostruito nella Renania Settentrionale-Vestfalia.

## Storia
Il castello fu costruito intorno tra il 1330 ed il 1340 dal conte di Berg, Adolfo II. Il castello fu la residenza principale dei conti e poi duchi di Berg, sino a che il primo duca, Guglielmo II di Berg nel 1386 trasferì la residenza nel castello di Düsseldorf, ed il castello di Burg fu utilizzato come residenza di caccia dalla famiglia regnante.
Raso al suolo a seguito della Guerra dei Trent'anni, fu parzialmente utilizzato fino al 1807; dopo di che il complesso cadde in rovina e divenne un rudere.
Nel 1887 fu fondata un'associazione per conservarlo, che presto fece della ricostruzione del castello uno dei suoi obiettivi. I lavori di ricostruzione, durati dal 1890 al 1914, furono finanziati attraverso donazioni, proventi della lotteria, sostegno del parlamento del Land renano, del Bergisches Geschichtsverein (la più grande associazione di storia regionale tedesca avente sede attualmente a Wuppertal)  nonché sede della famiglia imperiale tedesca.
Oggi il Castello di Burg, al cui interno vi è un museo, viene utilizzato per una varietà di scopi culturali.

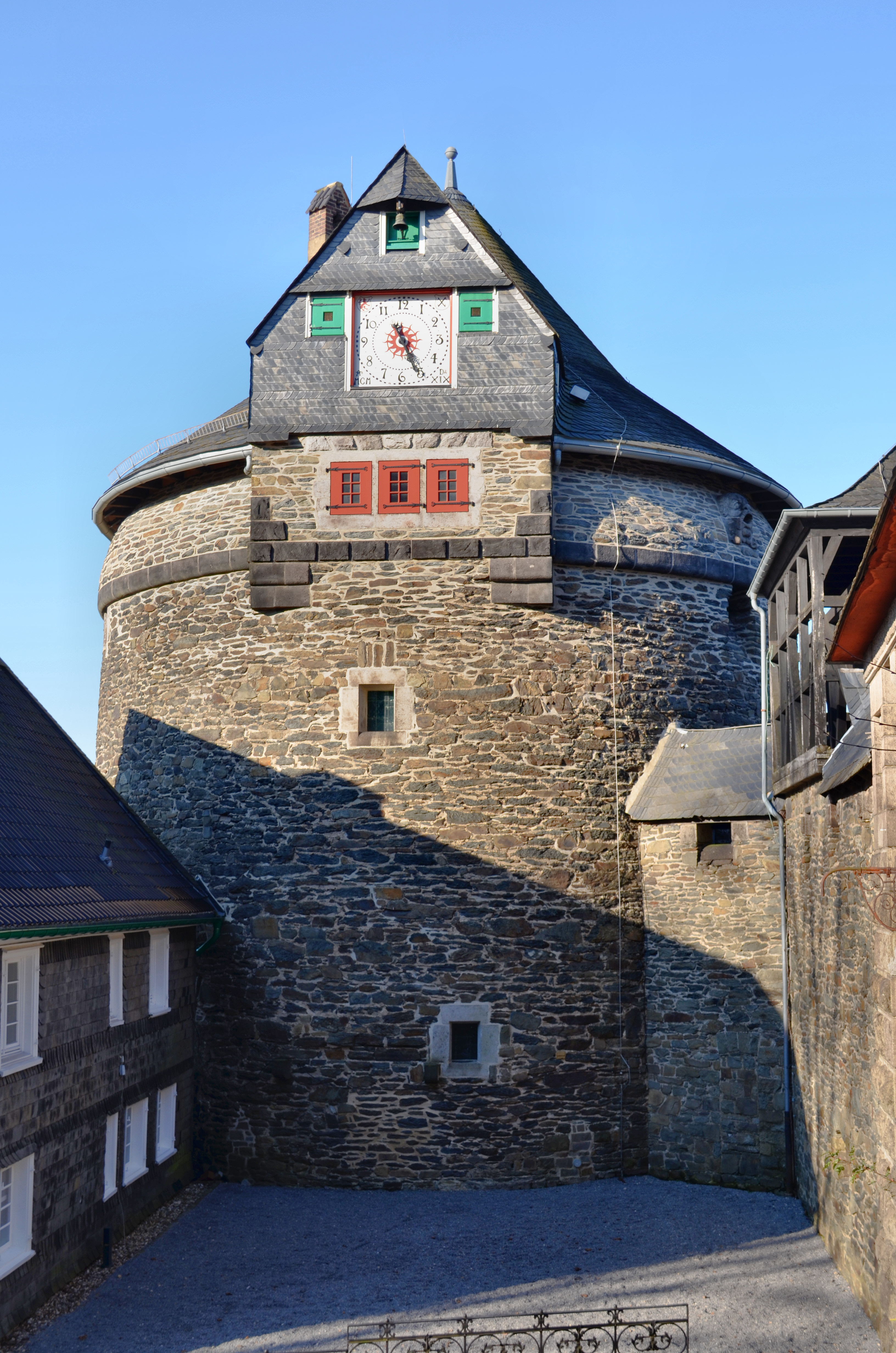
Torre della batteria (artiglieria)
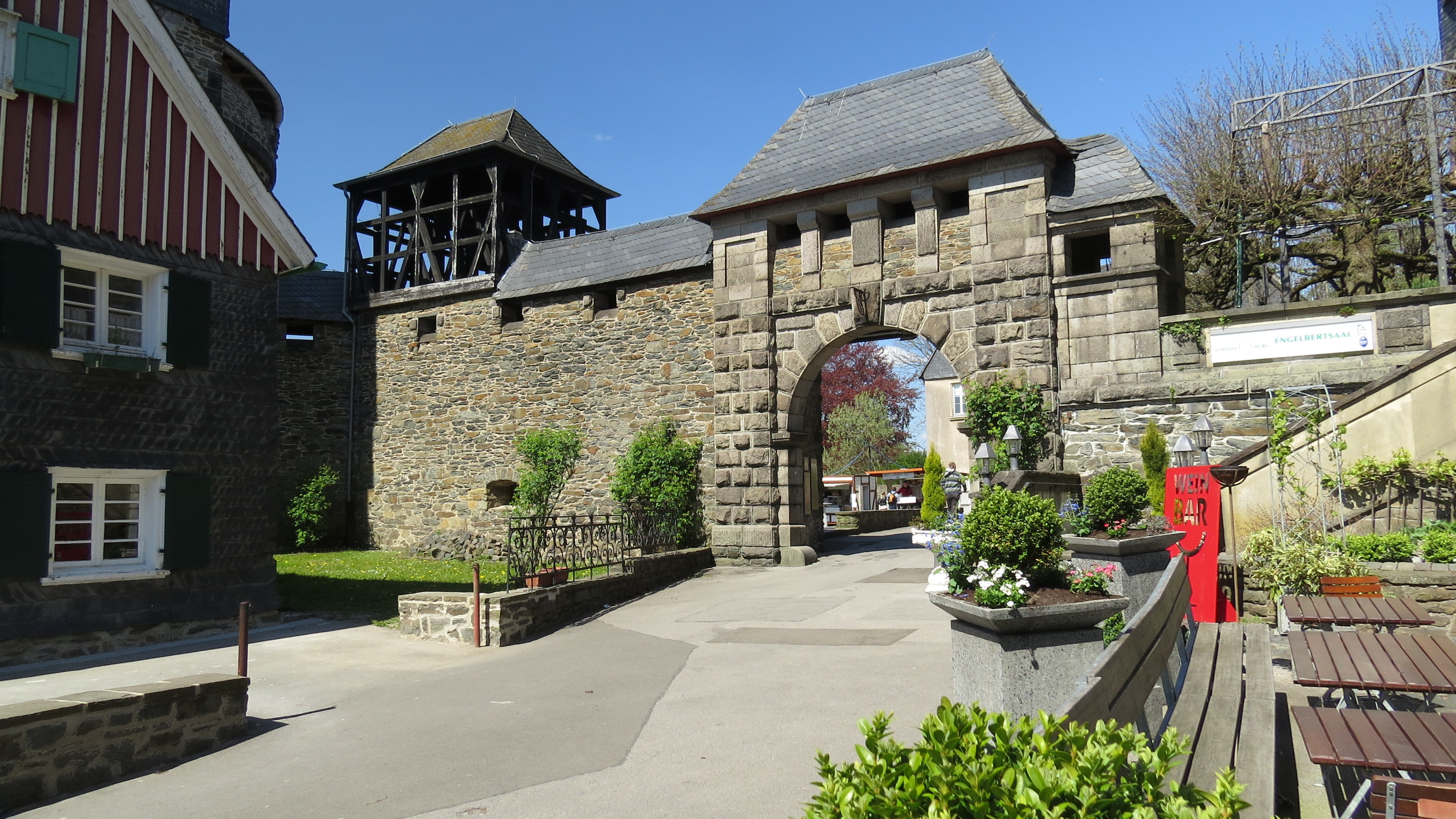
Cancello centrale e campanile
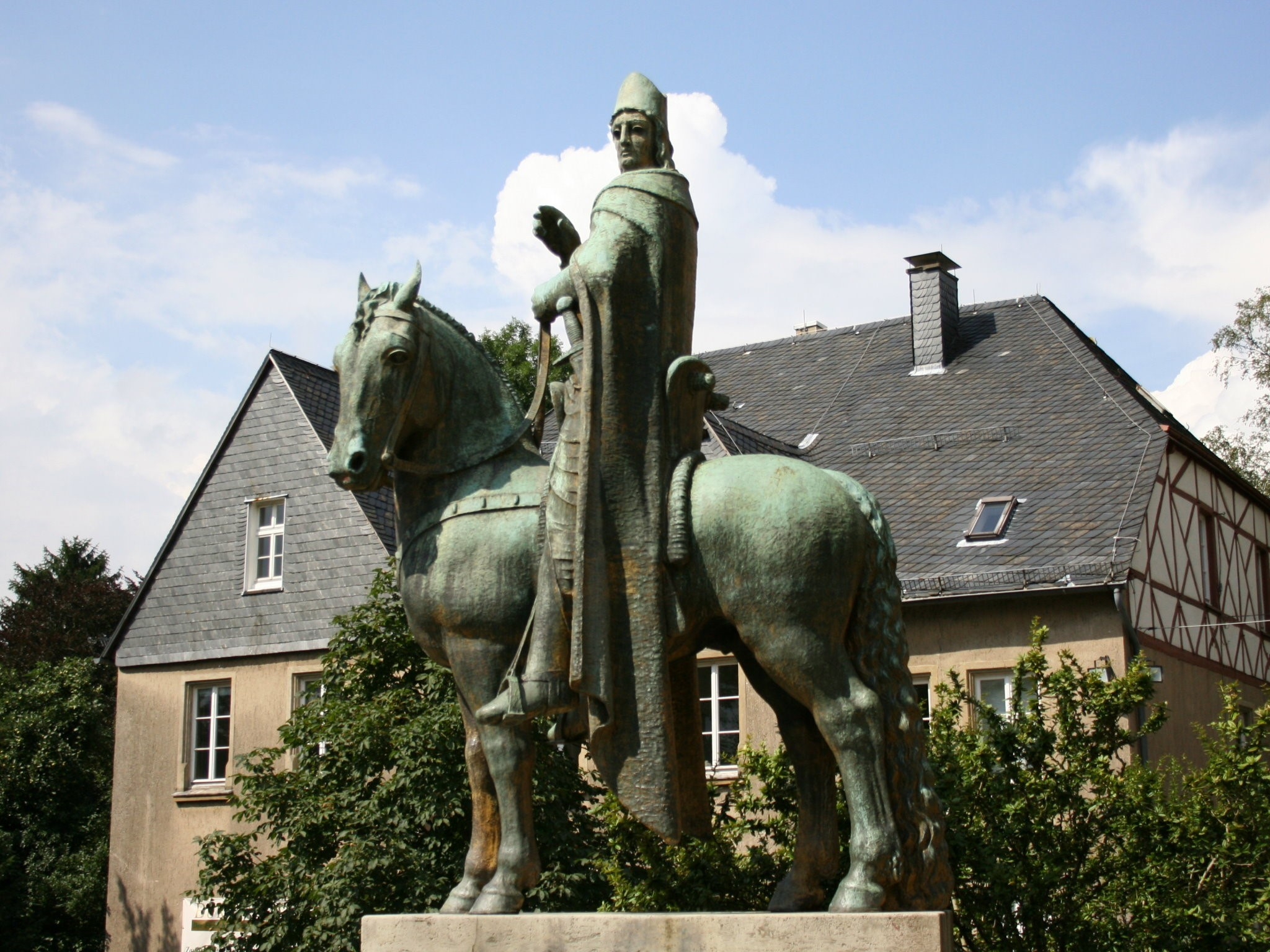
La statua equestre di Engelberto di Colonia
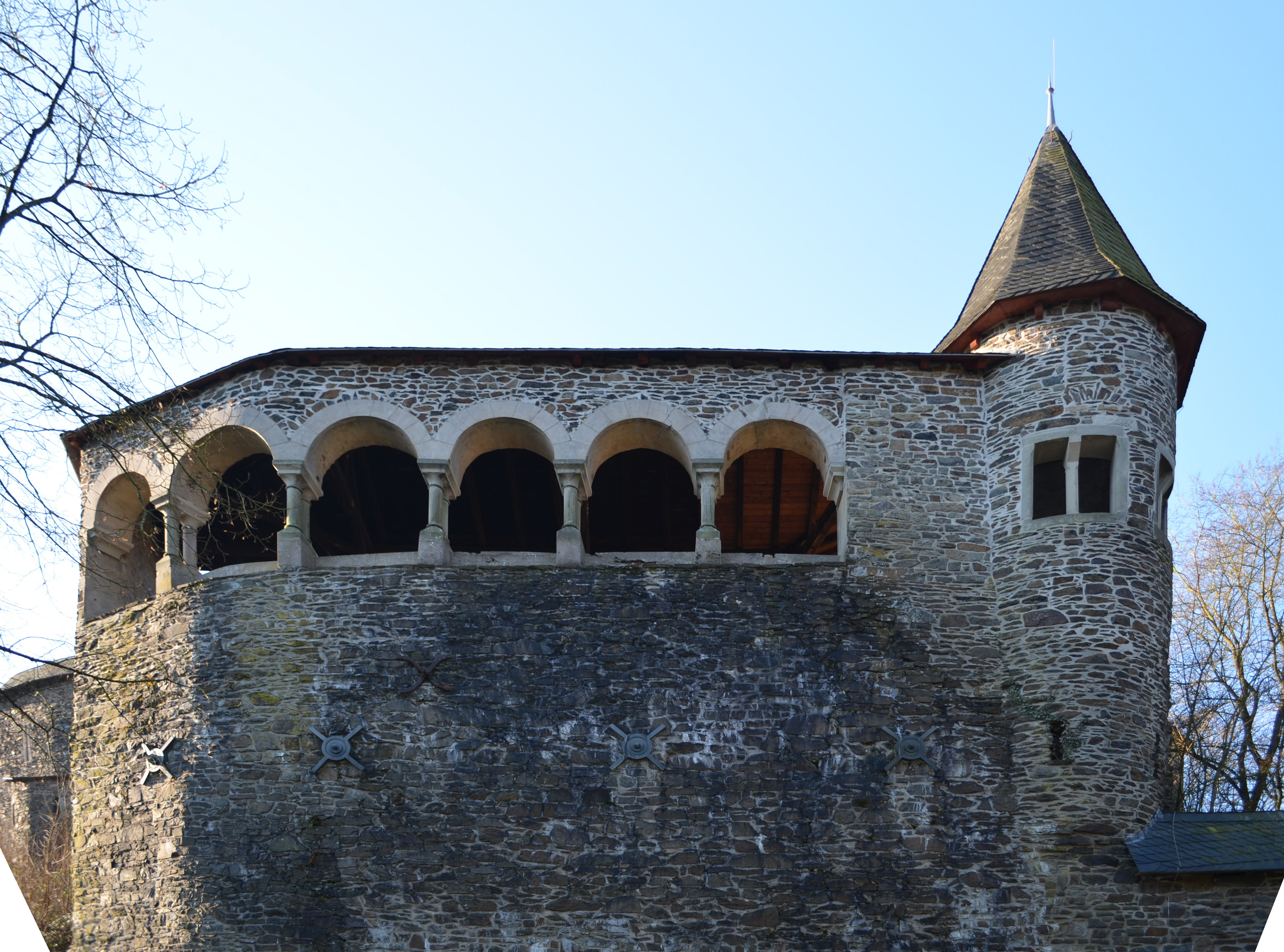
terrazza nord, creata dall'immaginazione di Fischer e aggiunta al nucleo centrale del castello sul lato nord